# Senet
Senet ou Senat (língua egípcia: znt, literalmente "passagem"; língua copta ⲥⲓⲛⲉ /sinə/ "passagem, tarde") é um jogo de tabuleiro do Antigo Egito. A menção mais antiga do Senet é datada de 2620 AEC na Mastaba de Hesy-Re, enquanto representações semelhantes e sinais hieroglíficos são encontrados ainda mais anteriormente. A popularidade do jogo decaiu durante o período romano e as regras originais são motivo de debate.

No antiga escrita dos hieróglifos egípcios, o Senet é escrito da seguinte maneira:
| O34 | N35 | X1 | Y5 |

## História

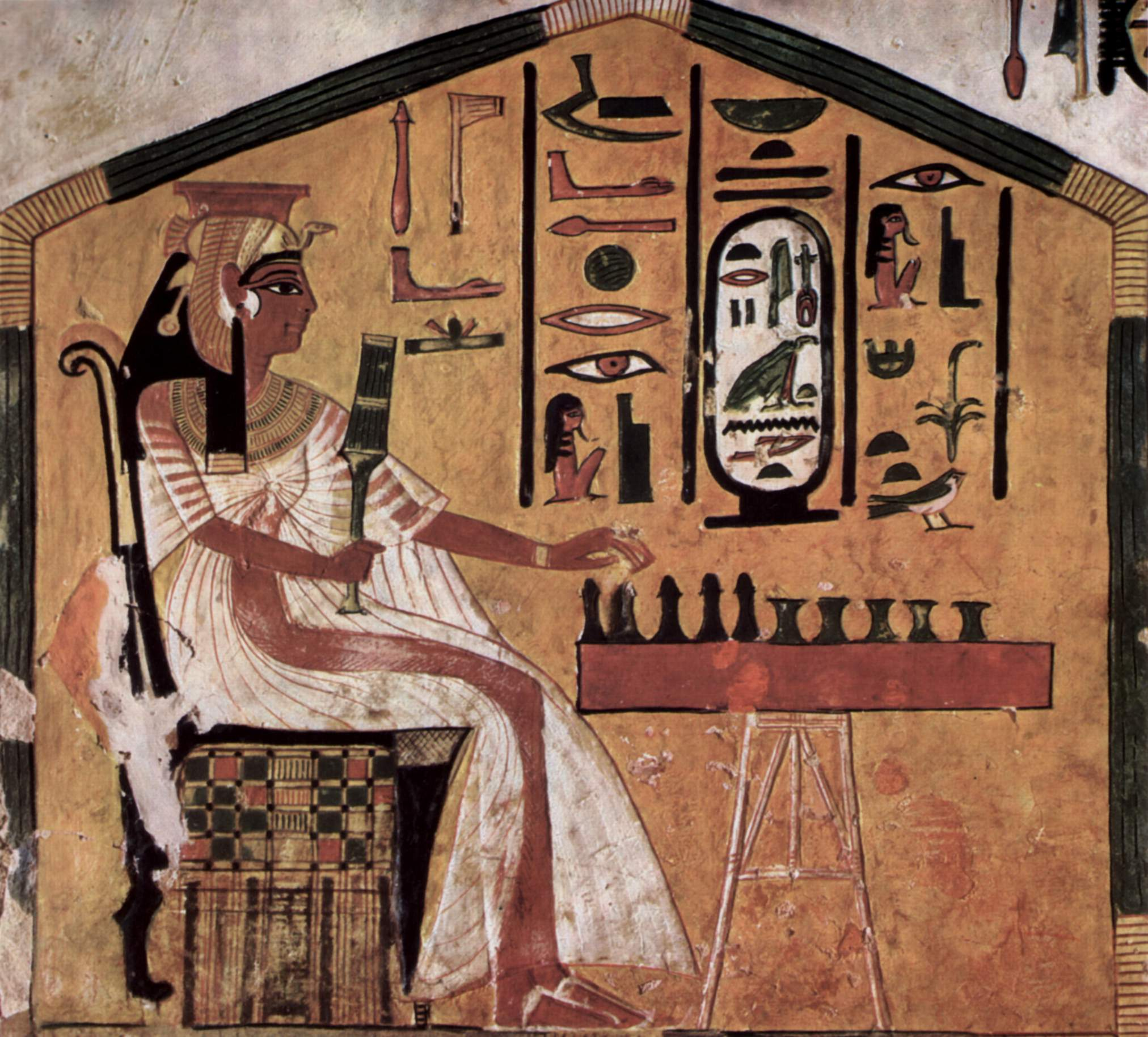
Rainha Nefertari jogando Senet. Pintura da tumba da Rainha Nefertari do Egito (c.1295-1255 BC)

Fragmentos de tabuleiros de Senet foram encontrados na Primeira Dinastia, cerca de 3100 AEC. A primeira representação inequívoca deste antigo jogo é do túmulo de um alto oficial egípcio da Terceira Dinastia. Pessoas são retratadas jogando Senet em pinturas de tumbas da Quinta e Sexta Dinastia (2500 AEC). Os tabuleiros de Senet mais antigos e intactos datam do Império Médio, mas grafites do jogo representados em monumentos da Quinta e Sexta Dinastias podem ser datados desde o período do Império Antigo.
Pelo menos na época do Império Novo (1550-1077 AEC), o Senet era concebido como uma representação da jornada do ka (a centelha vital) para a vida após a morte. A pista para tal informação é fornecida no Texto do Grande Jogo, que aparece em vários papiros, assim em marcas religiosas nos próprios tabuleiros do Senet. O jogo também é referenciado no capítulo XVII do Livro dos Mortos. Um estudo de um exemplar de tabuleiro do Senet no Museu Egípcio Rosacruz, datado do início do Império Novo, mostrou a evolução do jogo desde suas origens seculares para um "artefato" mais religioso.
O Senet também foi jogado por civilizações vizinhas, e provavelmente chegou a esses lugares através de relações comerciais entre egípcios e povos locais. Foi encontrado no Levante em locais como Biblos, assim como no Chipre. Por causa da prática local de fazer tabuleiros de pedra, foram encontrados mais exemplares do jogo no Chipre do que no Egito.

## Tentativa de reconstituição das regras

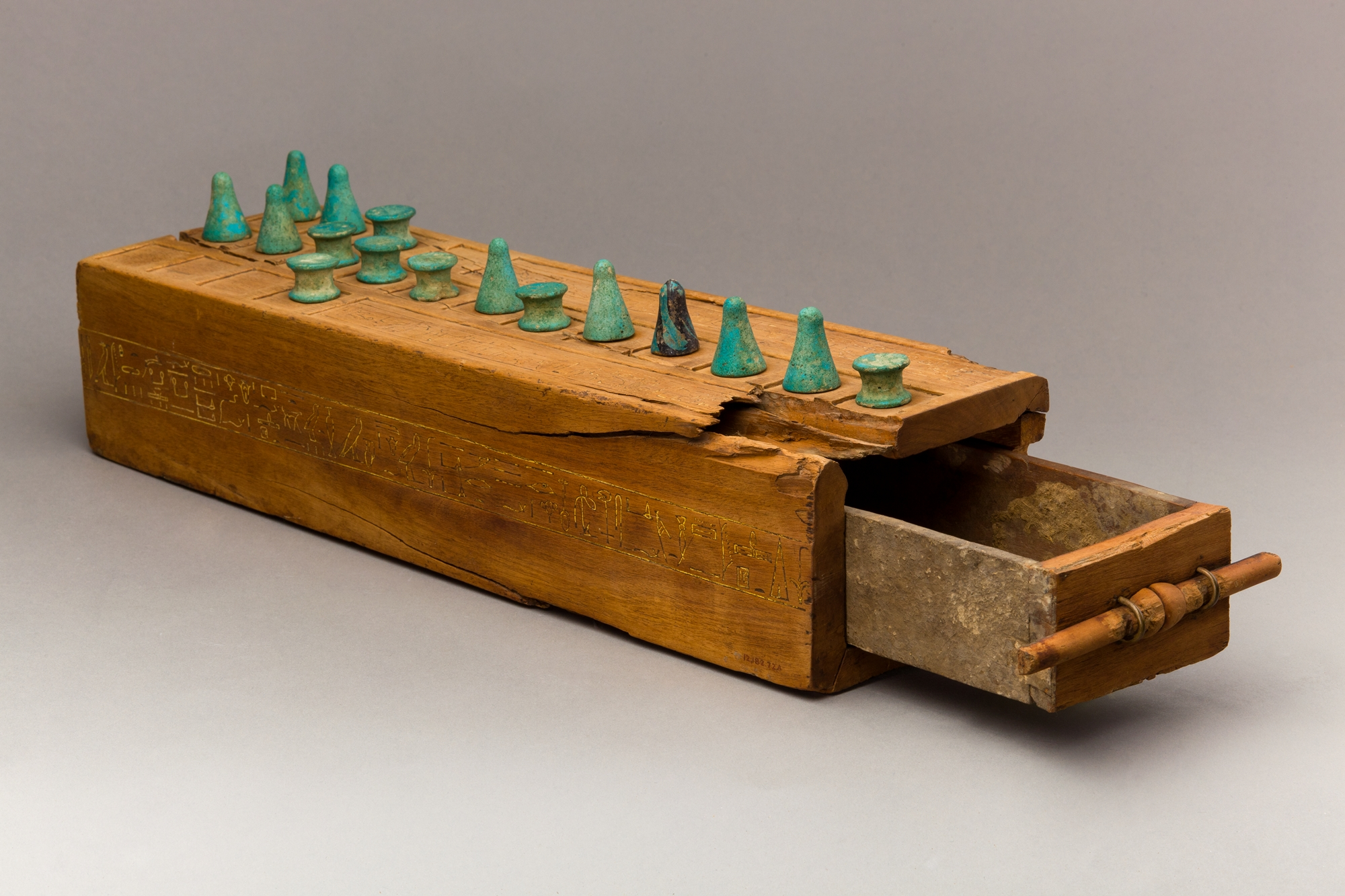
Tabuleiro de Senet (c.1550–1295 AEC).

O tabuleiro do Senet tem 30 casas no total, dispostos em três fileiras de dez casas.  Um jogo de Senet tem dois conjuntos de peões (pelo menos cinco para cada jogador). Embora os detalhes das regras originais do jogo sejam assunto de algumas conjecturas, os historiadores Timothy Kendall e R. C. Bell fizeram suas próprias reconstituições das regras do jogo. Estas regras são baseadas em trechos de textos que se estendem por mais de mil anos, extensão de tempo em que as regras do jogo provavelmente mudaram. Portanto, é improvável que estas regras reflitam exatamente como se jogava no Antigo Egito. Tais regras reconstituídas por esses dois especialistas foram adotadas por vendedores de conjuntos modernos do Senet. Cenas retratadas em pinturas encontradas em tumbas do Império Antigo, datadas de 2686-2160 AEC, revelam que o Senet era um jogo de manter posicionamento, de estratégia e de um pouco de sorte.

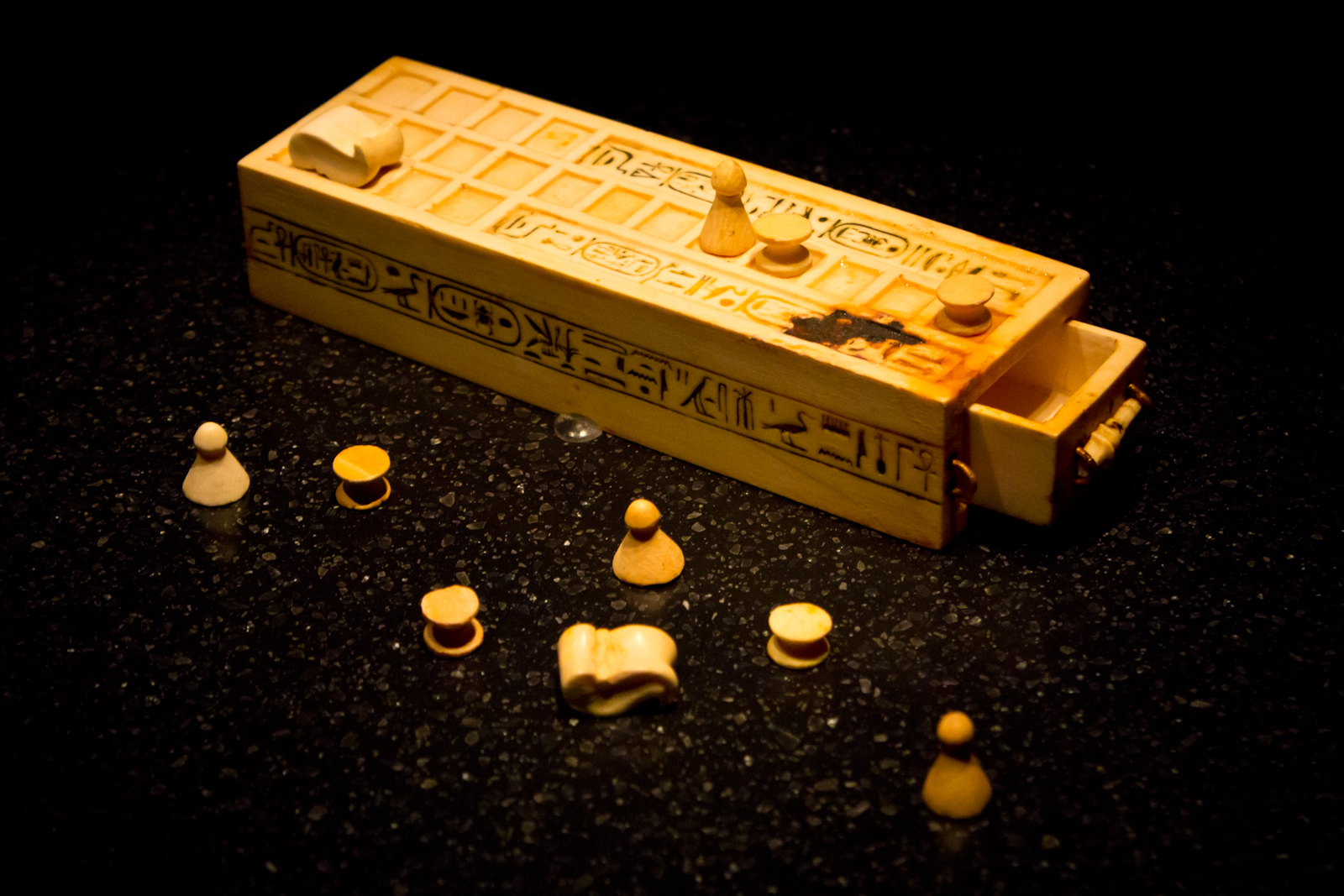
Senet encontrado na tumba KV62 (de Tutancâmon).

Em uma apresentação no XX Colóquio de Estudos dos Jogos de Tabuleiro da Diretoria da Universidade de Copenhague, Dinamarca, Espen Aarseth questionou se é possível dizer se o jogo Senet ainda "existe", já que as regras são em si desconhecidas. Em resposta, Alexander de Voogt, do Museu Americano de História Natural, salientou que os jogos antigos em geral não tinham um conjunto fixo de regras, mas que na verdade as regras variavam ao longo do tempo e de lugar para lugar. Além disso, muitos jogadores, ainda hoje, não jogam (ou às vezes nem sequer conhecem) as "regras oficiais" de alguns jogos. O historiador dos jogos Eddie Duggan (Universidade de Suffolk) fornece um compilado das concepções relacionadas ao Senet (juntamente com uma visão geral do chamado "Jogo Real de Ur") além de outros jogos do mundo antigo.

### Bibligrafia
- Crist, Walter; Dunn-Vaturi, Anne-Elizabeth; de Voogt, Alex (2016). Ancient Egyptians at Play: Board games across borders. New York: Bloomsbury. pp. 41–80. ISBN 978-1-4742-2117-7

- Kendall, Timothy (1978). Passing Through the Netherworld: The meaning and play of Senet, an ancient Egyptian funerary game. Belmont, MA: Kirk Game Company

- Piccione, Peter A. (2007).  Finkel, Irving L., ed. Ancient Board Games in Perspective. London: British Museum Press. pp. 54–63. ISBN 978-0-714-11153-7